# Kadanza Together
Kadanza Together is een musical van Tijl Dauwe in een productie van Studio 100 in samenwerking met Ketnet.

## Geschiedenis
De hoofdrollen waren voor Tatyana Beloy, Matthew Michel en Peter Van de Veire. Deze werden aangevuld met zes kinderrollen.
De musical verzamelde de grootste hits uit tien jaar Junior Eurosong en ging op 6 februari 2016 in première in het Plopsa Theater, De Panne.

## Verhaal
Twee vrienden muzikanten, Ruben en Daan gaan op muziekkamp. Maar door toedoen van kampleider Coenraad Bolders, gaat naast muziekkamp ZAMU ook danskamp DANZ UP op hetzelfde kampterrein door. Daarnaast zal Coenraad aan het einde van de week ook nog eens moeten beslissen welk van de twee kampen volgend jaar nog zal mogen doorgaan. Het wordt een strijd tussen ZAMU en DANZ UP, een strijd tussen zang en dans.

## Rolverdeling
| Rol              | Spelers | Understudy        |
| ---------------- | --- | ----------------- |
| Margot Williams  | Tatyana Beloy |                   |
| Vince Petrelli   | Matthew Michel |                   |
| Coenraad Bolders | Peter Van de Veire |                   |
| Ruben            | Arne Decock | Thomas Servranckx |
| Pipa             | Maud Verstraeten | Megane Moerenhout |
| Daan             | Andres Doise | Pieter Platteau   |
| Simon            | Francisco Schuster | Thibaud Dooms     |
| Fleur            | Poppie Pilar De Beul | Kaily Frans       |
| Mona             | Leonie Savaete | Amber De Ridder   |
| Ensemble         | Aäron Francis, Amber De Ridder, Anaë Bida, Emma Vanthielen, Julia Van De Leest, Kaily Frans, Kato Dumoulin, Megane Moerenhout, Pieter Platteau, Remi De Smet, Saranne Lodewijckx, Thibaud Dooms, Thomas Servranckx, Yonas Thielens, Zion Luts & Zita Wauters |                   |

## Soundtrack
De muziek uit de musical bestaat voor een groot deel uit bestaande Ketnet- en Studio 100-nummers. Deze nummers werden speciaal voor de musical opnieuw gearrangeerd. Daarnaast werden er enkele nieuwe nummers geschreven.
| Titel                  | Oorspronkelijke artiest                                       | Uitvoerder                      |
| ---------------------- | ------------------------------------------------------------- | ------------------------------- |
| Ouverture              | -                                                             | Cast                            |
| Music and Me           | Evelyn (Junior Eurosong 2011)                                 | Ruben en Daan                   |
| Rapklap                | Simon MC (Eurosong for Kids 2003)                             | Simon en cast                   |
| Alles Geven            | De Juniors van 2011 (Junior Eurosong 2011)                    | Cast                            |
| Op De Radio/3,2,1 Go   | Pieter (Wie wordt junior 2013?) / Jana (Junior Eurosong 2012) | Vince en cast                   |
| Go Go Go               | Lowie (Junior Eurosong 2012)                                  | Vince, Margot en cast           |
| Droom De Muziek        | Speciaal geschreven                                           | Ruben en Pipa                   |
| Yakalee Yakalea        | Groepslied (Eurokids 2005)                                    | Cast                            |
| De Vriendschapsband    | X!NK (Eurosong for Kids 2003)                                 | Cast                            |
| Let’s Do This Together | Speciaal geschreven                                           | Cast                            |
| Kadanza Together       | Speciaal geschreven                                           | Cast                            |
| Megamix                | -                                                             | Vince, Margot, Coenraad en cast |

## Discografie

### Dvd's
| Dvd's met hitnoteringen in de DVD Top 30 | Datum van verschijnen' | Datum van binnenkomst | Hoogste positie | Aantal weken | Opmerkingen |
| ---------------------------------------- | ---------------------- | --------------------- | --------------- | ------------ | ----------- |
| Ketnet Musical - Kadanza Together        | 2016                   | 30-04-2016            | 14              | 1            |             |

'14-'18 · '40-'45 (België) · '40-'45 (Nederland) · 1830 · De 3 Biggetjes · 3 Musketiers · Aida · Albert I · Alice in Wonderland · A xXxmas Carola · Anatevka · Assepoester · Belle en het Beest · Billie Holiday · Bloedbroeders · The Bodyguard · Cabaret · Camelot · Cats · Chicago · Ciske de Rat · Cyrano de Bergerac · De Schone van Boskoop · Daens · Damiaan · Dirty Dancing · Doe Maar! · Domino · Doornroosje · Dracula · Drood · Elisabeth · Evita · Fame · De Finale · Flashdance · Foxtrot · Goodbye, Norma Jeane · Grease · Hair · High School Musical · De Jantjes · Jeanne d'Arc · Jekyll & Hyde · Jersey Boys · Jesus Christ Superstar · Kadanza · De kleine zeemeermin · Koning van Katoren · Kruimeltje · Kuifje: De Zonnetempel · Kunt u mij de weg naar Hamelen vertellen, mijnheer? · The Last Five Years · Lelies · The Lion King · The Little Mermaid · Love Story · Lover of Loser · Mamma Mia! · De man van La Mancha · Marie-Antoinette · Mary Poppins · Les Misérables · Miss Saigon · Moulin Rouge! De Musical · Muerto! · De Muze van Rubens · My Fair Lady · On Your Feet! · Op hoop van Zegen · Oorlogswinter · The Passion · Pauline & Paulette · The Phantom of the Opera · Pinokkio · Red Star Line · Rembrandt · Robin Hood · Romeo en Julia, van Haat tot Liefde · De Rozenoorlog · Rubens · Shhh...it happens! · Shrek · Soldaat van Oranje · Spring Awakening · De sprookjesmusical Klaas Vaak · Sneeuwwitje · The Sound of Music · Tarzan · Titanic · Turks fruit · Urinetown · De Vliegende Hollander · Wat Zien Ik?! · Wicked · The Wild Party · Willem & Frieda: Roze Verzet · The Wiz · Wickie de viking de musical
    Portaal Musical